# كول فيغيروا
كول فيغيروا (بالإنجليزية: Cole Figueroa)‏ هو لاعب كرة قاعدة أمريكي، ولد في 30 يونيو 1987 في تالاهاسي في الولايات المتحدة.

## وصلات خارجية
- كول فيغيروا على موقع دوري كرة القاعدة الرئيسي (الإنجليزية)
- كول فيغيروا على موقعبيزبول رفرنس.كوم (الدوري الرئيسي) (الإنجليزية)
- كول فيغيروا على موقعبيزبول رفرنس.كوم (الدوري الثانوي) (الإنجليزية)
- كول فيغيروا على موقع إي إس بي إن.كوم (أم.أل.بي) (الإنجليزية)
- كول فيغيروا على موقع مشجعي الرسوم البيانية (الإنجليزية)